# A Silver Mt. Zion
Thee Silver Mt. Zion Memorial Orchestra (ehemals: A Silver Mt. Zion, The Silver Mt. Zion Memorial Orchestra & Tra-La-La Band und Tra-La-La Band with Choir and Thee Silver Mountain Reveries) ist eine Band aus Montreal, Kanada. Wegen ihrer häufigen Namenswechsel wird sie oft vereinfachend als Silver Mt. Zion (abgekürzt SMZ) bezeichnet.
Silver Mt. Zion wurde 1999 von Efrim Menuck gegründet und hat seitdem 6 Alben und eine EP veröffentlicht. Der Stil der Band wird häufig als Post-Rock bezeichnet, obwohl ihn Menuck selbst eher mit Punkrock verwandt sieht. Im Gegensatz zu den Stücken seines anderen Bandprojekts Godspeed You! Black Emperor, sind viele Lieder von Silver Mt. Zion nicht reine Instrumentalmusik.

## Bandname
Laut Angaben von Menuck handelt es sich bei dem ersten Namen der Band, A Silver Mt. Zion, um einen falsch verstandenen Liedertext. Oft wird irrtümlicherweise angenommen, dass sich der Bandname auf den Berg Zion in Jerusalem bezieht, zumal Menuck jüdischer Herkunft ist und gelegentlich religiöse Allegorien in die Liedertexte einbaut.
Die häufigen Wechsel des Bandnamens lassen sich mit Wechseln in der Besetzung erklären: Mit jedem Mitglied, das die Band verließ oder ihr beitrat, änderte sich die offizielle Bezeichnung. Dies führte dazu, dass bereits unter fünf verschiedenen Namen Tonträger veröffentlicht wurden.

## Geschichte
Silver Mt. Zion wurde im Jahr 1999 von Efrim Menuck, Sophie Troudeau und Thierry Amar, drei Mitgliedern von Godspeed You! Black Emperor, gegründet. Menuck wollte durch dieses Projekt lernen, wie man Partituren schreibt, verwarf diesen Plan aber bald wieder. Trotzdem blieb die Gruppe bestehen, um mit Ideen zu experimentieren, die nicht zu dem musikalischen Konzept von Godspeed You! Black Emperor passen.
Die Entscheidung, das erste Album (He Has Left Us Alone, but Shafts of Light Sometimes Grace the Corner of Our Rooms…) aufzunehmen, traf Menuck, als seine Hündin Wanda starb, während er mit Godspeed You! Black Emperor auf Tour war. Er wollte ihr ein Album widmen, doch glaubte nicht, dafür die Zustimmung aller Mitglieder von Godspeed You! Black Emperor zu bekommen. Deshalb arbeitete er mit Silver Mt. Zion daran.
In kurzer Zeit erweiterte sich die Gruppe um die drei Musiker Beckie Foon, Ian Ilavsky und Jessica Moss. 2001 erschien das zweite Album Born into Trouble as the Sparks Fly Upward. Im Gegensatz zu dem Vorgänger, kommen auf diesem Album mehrere Gesangsstücke vor.
In den folgenden Jahren ging Silver Mt. Zion auf mehrere Tourneen durch Europa und Nordamerika, veröffentlichte weitere Alben und wandelte sich damit von einem Nebenprojekt von GY!BE zu einer eigenständigen Band. Am 10. März 2008, außerhalb Europas am 28. März, erschien das Album 13 Blues for Thirteen Moons. Kritiker sahen in ihm eine Hinwendung zu raueren, zwischen Punk und Blues angesiedelten Melodien. Im September 2008 waren A Silver Mt. Zion zudem wieder live in den USA zu sehen.
Noch in Planung ist ein Live-Album namens Fuck You Drakulas, welches ursprünglich bereits 2007 veröffentlicht werden sollte. Laut eigenen Angaben widmet sich die Band diesem Projekt, wann immer sich die Zeit ergibt.

## Politische Inhalte
In der Musik der Band existieren starke politische Motive. So ist der Instrumentaltitel 13 Angels Standing Guard 'round the Side of Your Bed beispielsweise direkt an Anarchisten des Schwarzen Blocks gerichtet. Der Song Triumph of Our Tired Eyes beklagt den jetzigen Zustand der Welt, während gleichzeitig große Hoffnungen in die Zukunft gesetzt werden. Er bezieht sich auf das alte Anarchistenlied Auf die Barrikaden. Das Album Horses in the Sky enthält ebenfalls einige offenkundig politisch motivierte Songs wie zum Beispiel God Bless Our Dead Marines und Ring Them Bells (Freedom Has Come and Gone). Im Allgemeinen sind die politischen Motive von A Silver Mt. Zion anarchistisch und individualistisch, gepaart mit den immer wieder auftauchenden Motiven „Hoffnung“ und „Freude“.
A Silver Mt. Zion distanziert sich vom Zionismus und verurteilt die Politik des israelischen Parlaments, bestätigt jedoch eine spezielle Neigung zu bestimmten Gruppen in der jüdischen Gemeinschaft von Montreal.

## Diskografie
- He Has Left Us Alone, but Shafts of Light Sometimes Grace the Corner of Our Rooms… (Album, 2000)
- Born into Trouble as the Sparks Fly Upward (Album, 2001)
- “This Is Our Punk-Rock,” Thee Rusted Satellites Gather + Sing,  (Album, 2003)
- The Pretty Little Lightning Paw (EP, 2004)
- Horses in the Sky (Album, 2005)
- 13 Blues for Thirteen Moons (Album, 2008)
- Kollaps Tradixionales (Album, 2010)
- The West Will Rise Again (EP, 2012)
- Fuck Off Get Free We Pour Light on Everything (Album, 2014)

Alle Alben sind auf Constellation Records erschienen.